# الراجحية (الدوادمي)
الراجحية، هي قرية من فئة (ب) تقع في محافظة الدوادمي، والتابعة لمنطقة الرياض في السعودية. وتبعد الراجحية عن محافظة الدوادمي بمسافة تقارب (100) كم.